# 주세페 앤드루스
주세피 앤드루스(Giuseppe Andrews, 1979년 4월 25일 ~ )는 미국의 영화 감독, 각본가, 촬영 감독, 영화 제작자, 배우이다.

## 영화
- 캐빈 피버 2 (2009년) - 윈스턴 부보안관 역
- Careless (2007)
- 스톤 에이지 (2007, Homo Erectus)
- 더 고겟터 (2007년)
- Look (2007)
- 2001 매니악스 (2005년) - 하퍼 알렉산더 역
- 로컬 보이즈 (2002년)
- 캐빈 피버 (2002년) - 윈스턴 역
- 락 시티 (1999년) - 렉스 역
- 사랑하고 싶은 그녀 (1999년)
- 남자 둘, 여자 하나 (1998년)
- 아메리칸 히스토리 X (1998년)
- 플레전트빌 (1998년) - 하워드 역
- 인디펜던스 데이 (1996년) - 트로이 캐시 역
- 모래 인간 (1995년)
- 엄마는 투명 인간 (1995년)
- 마이 히어로 (1995년)
- 리틀 디노 2 (1994년)
- 12시 01분 (1993년)